# Stadio Ilie Oană
Lo stadio Ilie Oană è uno stadio situato a Ploiești in Romania. È prevalentemente usato per incontri di calcio ed ospita le partite casalinghe del Petrolul Ploiești. Lo stadio è stato inaugurato nel settembre 2011 e ha una capacità di 15 073 posti a sedere. È stato costruito sul sito del vecchio stadio Ilie Oană, costruito nel 1937 e demolito nel 2009-2010. È classificato dall'UEFA come stadio di categoria 4 e può quindi ospitare partite europee.
Lo stadio è intitolato a Ilie Oană, storico giocatore e allenatore del Petrolul Ploiești.
Viene talvolta usato come sede casalinga per le partite della nazionale rumena che ha giocato la prima partita in questo stadio il 29 marzo 2015 contro le Isole Far Oer, terminata con il risultato di 1-0 per la squadra di casa nelle qualificazioni a UEFA Euro 2016.

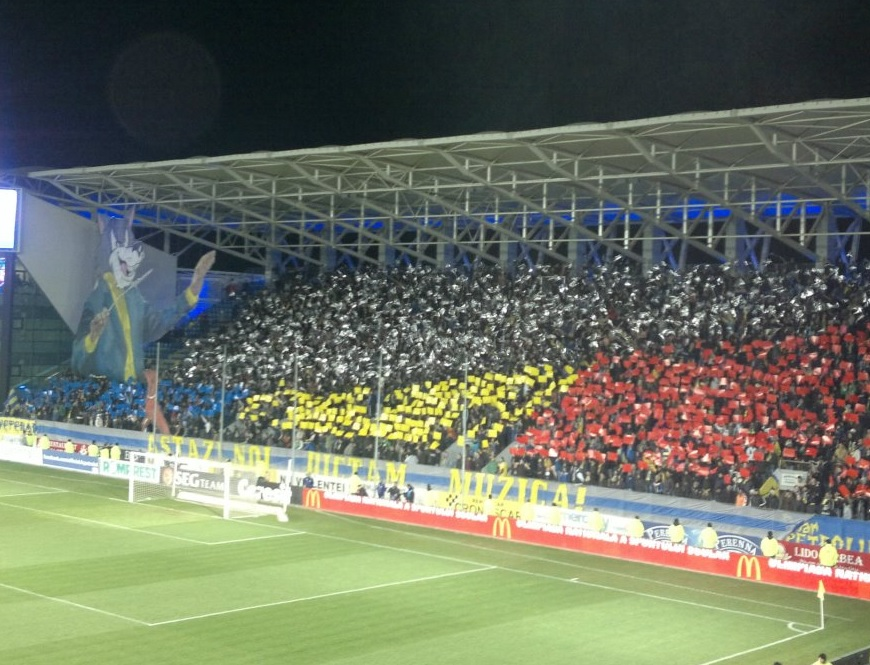
Tifosi del Petrolul Ploiești durante una partita all'interno dello stadio